# Јасухито Ендо
Јасухито Ендо (јап. 遠藤 保仁; Префектура Кагошима, 28. јануар 1980) је јапански фудбалер који тренутно игра за Гамба Осаку.
Проглашен је за најбољег фудбалера Азије у 2009. години, а у 2008. години је био међу петорицом најбољих. Са Гамбом је учествовао на Светском клупском првенству 2008. године на ком је освојио треће место.
Чак девет пута је био у најбољем тиму јапанске лиге на крају сезоне.
Са репрезентацијом Јапана наступао је на три Светска првенства (2006,2010. и 2014. године) и на три Купа Конфедерација (2003, 2005. и 2013. године).
За репрезентацију Јапана одиграо је 152 утакмице и постигао је 15 голова.

## Статистика
| Јапан  | Јапан | Јапан |
| Год.   | Ута.  | Гол.  |
| ------ | ----- | ----- |
| 2002   | 1     | 0     |
| 2003   | 11    | 1     |
| 2004   | 16    | 2     |
| 2005   | 8     | 0     |
| 2006   | 8     | 0     |
| 2007   | 13    | 1     |
| 2008   | 16    | 3     |
| 2009   | 12    | 0     |
| 2010   | 15    | 2     |
| 2011   | 13    | 0     |
| 2012   | 11    | 1     |
| 2013   | 16    | 2     |
| 2014   | 8     | 2     |
| 2015   | 4     | 1     |
| Укупно | 152   | 15    |